# 김창준 (1939년)
제이 김(영어: Jay ChangJoon Kim, 김창준(金昌準); 1939년 3월 27일 ~ )은 미국 캘리포니아주의 前 정치인이며 한미 관계 사절이다. 그는 미 연방 의회에 선출된 최초의 한국계 미국인이다.

## 유년기, 학력 및 사업 경력
제이 김은 일제 강점기 조선 경성부 청운동에서 태어났다. 한국에서 대전중학교를 다닌 후 서울 보성고등학교를 졸업했다.
1958년 중앙대학교 법학과를 입학했고, 1959년 중퇴 후 1961년에 도미하여 University of Southern California에서 토목 공학을 전공, 학사와 석사 학위를 받았다. 후에 대한민국 서울 한양대학교에서 정치학 박사 학위를 받았다.
1976년에 고속도로와 하수처리 사업 설계 전문 회사인 JAYKIM Engineers를 설립하였다. 이 회사는 130명의 직원과 미국 서부 3개 주에 사무소를 둔 기업으로 성장하였다. 그는 엔지니어로서 많은 수상 경력을 가지고 있고 미국 서부 5개 주의 엔지니어 면허를 가지고 있다. JAYKIM Engineers는 미국 상위 500위의 설계 회사 중 하나였다.

## 정치 경력

### 지방 정치
1990년에 그는 그 무렵 로스엔젤레스 교외에 새롭게 설립된 다이아몬드 바의 시의원으로 당선되었고 그 다음 해에 시장에 당선되었다.

### 미 연방 하원
1992년에 그는 새로 형성된 제41 선거구에서 공화당 후보로 출마하여 미 하원에 당선되어 미 의회에 당선된 최초의 한국계 미국인이 되었다. 또한 국외에서 정치적 공직에 당선된 최초의 한국인이자 미 연방 의회에 당선된 최초의 아시아계 이민자가 되었다.
1999년 예비 선거에서 낙선한 후 그는 2000년에 제42 선거구에서 4선에 출마하였으나 예비 선거에서 Elia Pirozzi에 패배하였다. Pirozzi는 본 선거에서 당시 현직 하원 의원이 었던 Joe Baca에게 패배하였다.

## 최근 활동
근래에 그는 한미 관계와 양국 간의 사업 기회를 향상시키는 데에 주력하고 있다. 2007년부터 그는 Washington Korean-American Forum이라는 싱크탱크의 회장으로 재임 중이다. 그가 한국에서 운영중인 '김창준 미래한미재단'에서는 한국의 중소기업인들에게 세계시장에서 필요한 기술과 전문 지식을 제공하여 해외 진출을 장려하고 있다. 또한 '김창준 정경아카데미'의 이사장으로서 자신의 정치적, 전문적 경험을 활용하여 한국의 정치지도자 양성을 돕고있다.
박근혜 대통령의 당선과 함께 그는 국민경제자문회의 자문위원으로 임명되었고, 중소기업의 세계 시장 진출을 돕는 자문 역할을 맡고 있다. 그는 자신이 가진 “미국과 한국에서의 위치를 통해 양국 간의 경제 발전을 촉진하는 데에 기여할 수 있고 새롭게 실시된 자유 무역 협정은 양국 기업이 새로운 시장에서 번성할 수 있게 한다”고 한다.
또한 그는 미주 중앙일보와 코리아 타임스, 그리고 한국 경제 신문에 정기적으로 컬럼을 쓰고 있고 경기도의 명예 대사이기도 하다.

## 출연작
- 1992년 1월 29일 KBS '11시에 만납시다' - 미국 다이아몬드바 시장된 한국인 제이 김
- 2005년 9월 23일 SBS 시사토론
- 2008년 10월 2일 SBS 라디오 - 김민전의 SBS 전망대]
- 2010년 3월 30일 KBS 아침마당 - 화요 초대석
- 2010년 4월 11일 KBS 천암함의 영웅들, 당신을 기억합니다
- 2010년 4월 16일 KBS 일류로 가는 길 - 일류국가로 가는 열쇠는 바로 정치다
- 2010년 4월 22일 SBS 배기완 최영아 조형기의 좋은아침
- 2010년 6월 18일 YTN 미 의사당에 우뚝 선 유일한 한국인
- 2010년 7월 7일 아리랑TV Heart to Heart
- 2010년 7월 12일 한경TV 책으로 보는 세상, 스타북스 - 제이 김 전의원 부부초청석
- 2010년 11월 11일 YTN 미국 중간선거, 제이 김 정 의원에게 듣는다!
- 2011년 11월 12일 MBN 정운갑의 집중분석 - 미래한미재단 출범 - 차세대 정치인 육성
- 2012년 6월 21일 MBN 한국 정치 vs 미국 정치 12월 대선 전망은?
- 2013년 9월 4일 뉴스Y 뉴스 1번지 현역의원의 '내란음모 혐의' 어떻게 보나?
- 2013년 9월 9일 뉴스Y 뉴스 1번지 대선 앞둔 한국과 미국 - 제이 김 전 의원
- 2013년 10월 23일 TV 조선 장성민의 시사탱크 동북아 변화 속 韓 딜레마, 외교 현주소는?
- 2014년 7월 1일 뉴스Y 뉴스 1번지 '인사청문회의 원조' 미국 청문회는 어떤가?

## 보도 자료
*[[2007년]] [[7월 6일]] [[동아일보]] 한미FTA 美의회 통과 조급해하지 말자
*[[2008년]] [[5월 6일]] [[연합뉴스]] "美쇠고기 협상, 부분수정 추진해야"
*[[2008년]] [[5월 8일]] [[조선일보]] '재협상'보다는 '자율규제협정' 요구해야
*[[2008년]] [[9월 30일]] [[조선일보]] 제이 김 전 美하원의원 "왜 멜라민에 침묵?"
*[[2009년]] [[2월 4일]] [[동아일보]] 한미동맹 저버리지 말아야 진정한 경제대국 대접받아
*[[2009년]] [[6월 3일]] [[한국일보]] 《[[제이 김의 숨겨진 정치이야기]]》 총 62회 연재
*[[2009년]] [[8월 26일]] [[조선일보]] "한국 내부분열 '선진국 진입 막아'"
*[[2009년]] [[10월 5일]] [[동아일보]] 제이 김 전의원, 경기도 명예대사 위촉
*[[2009년]] [[11월 19일]] [[문화일보]] 국회, 이대론 안된다 - 선진의회로 가는 길
*[[2009년]] [[12월 3일]] [[문화일보]] 제이 김 前 美연방의원-남경필 의원 대담
*[[2010년]] [[4월]] [[국회보]] 2010년 4월, 글로벌 코리안 제이 김 전 미국 연방 하원의원
*[[2011년]] [[1월 5일]] [[조선닷컴]] 나는 삶의 의욕을 잃었었다(ESSAY)
*[[2013년]] [[2월 20일]] [[The Korea Times]] column (every 2 weeks)
*[[2013년]] [[7월 24일]] [[조선일보]] 한국 과일, 미국 시장 '공동 브랜드'로 뚫자
*[[2013년]] [[12월 6일]] [[아시아투데이]] 제이 김 "예측불가 북한이 진정한 위협"
*[[2013년]] [[12월 12일]] 제이 김의 '열정'은 '습관'이다. "젊은 청준이여 세상을 향해 도전하라"
*[[2014년]] [[6월]] [[국민일보]] 《[[역경의 열매]]》 제이 김 19회 연재

## 역대 선거 결과
| 선거명      | 직책명                           | 대수  | 정당   | 득표율 | 득표수    | 결과 | 당락                       |
| ----------- | -------------------------------- | ----- | ------ | ------ | --------- | ---- | -------------------------- |
| 1992년 선거 | 하원의원 (캘리포니아 제41선거구) | 103대 | 공화당 | 59.62% | 101,753표 | 1위  | 캘리포니아주 하원의원 당선 |
| 1994년 선거 | 하원의원 (캘리포니아 제41선거구) | 104대 | 공화당 | 62.13% | 82,100표  | 1위  | 캘리포니아주 하원의원 당선 |
| 1996년 선거 | 하원의원 (캘리포니아 제41선거구) | 105대 | 공화당 | 58.46% | 83,934표  | 1위  | 캘리포니아주 하원의원 당선 |